# مبارك بن سيف آل ثاني
مبارك بن سيف آل ثاني (1949) شاعر وصحفي ودبلوماسي متقاعد قطري. ولد في مدينة الدوحة. حصل على الإجازة في العلوم السياسية والاقتصاد. عمل مستشارًا في سفارة قطر في القاهرة وممثلًا لها في جامعة الدول العربية، ثم وزيرًا مفوّضًا في وزارة الخارجية. كتب في عدد من المجلات والصحف الخليجية. أسس مجلة الخليج اليوم التي سميت فيما بعد جريدة الشرق ورأس تحريرها مدّة. له عدة دواوين ومسرحيات وملحمات شعرية وهو ناظم السلام الأميري، النشيد الوطني القطري كتبه في عام 1996. 

## سيرته
ولد مبارك بن سيف بم أحمد بن محمد بن ثاني آل ثاني عام 1952م / 1371 هـ أو يقال 1949م / 1368 هـ في الدوحة. والدته هي منيرة بنت شاهين الجلاهمة، وهي حفيدة رحمة بن جابر الجلاهمة. درس مبارك آل ثاني في بريطانيا وبيروت، وحصل على البكالوريوس في العلوم السياسية والاقتصاد عام 1974، وعمل مستشاراً في وزارة الخارجية القطرية.

أصدر مع زملائه جريدة الخليج اليوم 1987 ورأس تحريرها مدة من الزمن، وقد أصبح اسمها فيما بعد الشرق، وشغل عدة مناصب حكومية وقيادية منذ الثمانينيات حتى تقاعده. 

## جوائزه
- 1985: جائزة المعهد الثقافي الإسباني العربي في مدريد، جائزة ولادة.
- حصل على وسام الاستحقاق من الطبقة الأولى، من جمهورية مصر العربية في عهد أنور السادات.[2]
- 2006: فاز بجائزة الدولة التقديرية في الفنون والآداب.[2]
- 2019: منحته المؤسسة العامة للحي الثقافي، كتارا، درع الأديب لعام 2019. [2]

## شعره
نشر أولى قصائده عام 1974، وكان عنوانها بقايا سفينة غوص. وفي عام 1996 نظم النشيد الوطني لدولة قطر، وقد واكب بقصائده مختلف المناسبات الوطنية. نشرت الأعمال الكاملة له في 1997 وأعيدت طباعتها 2008. تميز شعره «بجزالة اللغة، والصور الشعرية المستمدة من الثقافة الشعبية».

## مؤلفاته
من مؤلفاته الشعرية:
- الليل والضفاف، ديوان، 1983
- أنشودة الخليج، ملحمة، 1984
- ليال صيفيّة، ديوان، 1990
- الفجر الآتي، مسرحية، 1992

## وصلات خارجية
- في موقع أرشيف المجلات